# Sipahutar I
Sipahutar I is een bestuurslaag in het regentschap Tapanuli Utara van de provincie Noord-Sumatra, Indonesië. Sipahutar I telt 1185 inwoners (volkstelling 2010).